# 特設警備隊
特設警備隊（とくせつけいびたい）とは、日本陸軍が太平洋戦争中に日本本土の沿岸警備や軍事施設の損害復旧のために編成した臨時の部隊である。少数の基幹要員のみを常置し、必要が生じた場合に、防衛召集の一種である警備召集により一時的に兵員を動員して充足した。沖縄戦と樺太の戦い、ソ連の満州侵攻で地上戦に参加した。

## 沿革
太平洋戦争勃発後の1942年（昭和17年）4月にドーリットル空襲が起きたのを機として、日本陸軍は、日本本土の防衛態勢を見直すことにした。日本本土防空や奇襲上陸戦に対応するための沿岸警備の強化などが必要と考えられたが、他方で、単純に部隊の増設を進めることは、徴兵増加による労働力減少・軍需生産力低下の弊害もあった。そこで、同年6月の陸軍省と参謀本部による実地研究なども踏まえ、同年9月26日に陸軍省令で「陸軍防衛召集規則」が制定され、防衛召集の制度が設けられた。防衛召集は緊急時に地元所在の予備役（在郷軍人）・国民兵役人員を臨時に動員するもので、緊急時以外は一般市民として労働に従事させることで生産力との調和を図る狙いであった。防空用の防空召集と、主に沿岸警備用の警備召集の2種が用意された。
警備召集は、当初は要塞守備兵の一部としての活用が中心であったが、1943年（昭和18年）6月には警備召集した兵士を主体とする新たな編制として、特設警備隊が誕生した。これは、同年5月に北海道で敵潜水艦による艦砲射撃が報告されたことなどをきっかけに、沿岸警備が特に重視され始めたためであった。具体的には、同年6月25日の軍令陸甲第58号により、内地および朝鮮・台湾で、特設警備隊の一種である特設警備大隊（甲）28個・同（乙）9個・特設警備中隊55個が編成された。
戦況の悪化により日本本土空襲の危険が高まってきた1944年（昭和19年）1月には、新たな種類の特設警備隊として、空襲被害を受けた飛行場の復旧などを任務とする特設警備工兵隊も編成された。その後、実際の本土空襲開始や本土決戦準備進行に応じて、各種特設警備隊の新設や特設警備中隊の特設警備大隊への拡大改編が進んだ。満州でも同様の特設警備部隊の編成が行われた。1945年（昭和20年）7月20日時点では、特設警備大隊（甲）75個・同（乙）83個・特設警備中隊144個・特設警備工兵隊116個もの多数が存在したと推計されている。
なお、本土決戦が差し迫った1945年3月下旬以降には、従来の特設警備隊とは別に、連隊区・兵事区の組織を基礎とした地区特設警備隊が編成されている。これは、同様に防衛召集による陸軍部隊であるが、軍民一体となった国民戦闘組織の軸として期待されたもので、「地区」を冠して一般の特設警備隊と明確に区別されている。また、同じく本土決戦に向けた軍事組織として国民義勇戦闘隊も存在するが、これは義勇兵役法に基づく義勇召集による民兵で、あくまで正規の陸軍部隊だった特設警備隊とは異質である。

## 編制と装備
特設警備隊の編制には、沿岸警備などを任務とした特設警備大隊・特設警備中隊と、飛行場などの復旧を任務とした特設警備工兵隊があった。特設警備大隊には、甲編制と乙編制の2種がある。常置の人員は各中隊に数人で、そのほかは防衛召集者によるため、人的素質は良好とは言い難かった。主要兵器は学校教練用などに準備されている小銃で、弾薬も小銃1丁につきわずか30発程度と極めて貧弱な装備であった。沖縄戦に参加した特設警備工兵隊では、雨具が足りず蓑と笠を身につけて作業し、ミノカサ部隊と称される有様であった。
沖縄戦に参加した特設警備工兵隊3個は、第19航空地区司令部の指揮下にあった他の陸軍航空関係の部隊とともに、特設第1連隊を構成した。うち第503特設警備工兵隊（約800人）は第56飛行場大隊とともに同連隊第1大隊、第504特設警備工兵隊（約800人）は第44飛行場大隊他とともに第2大隊、第502特設警備工兵隊が第50飛行場大隊とともに第3大隊となっている。

## 実戦
特設警備隊は、特設警備工兵隊を中心に本土空襲被害からの復旧に各地で従事したほか、1945年の沖縄戦とソ連対日参戦による満州および樺太での戦いで地上戦闘に投入された。
沖縄戦では、特設警備中隊3個・特設警備工兵隊3個が沖縄本島地区に配備されており、他の防衛召集者とともに防衛隊と総称されて、輸送や警備などの後方任務から前線での戦闘まで各種の任務に従事した。特に、特設第1連隊に属する第502-第504特設警備工兵隊は、日本軍主力が本島中南部へ温存される中、アメリカ軍の上陸正面である本島中西部の飛行場や伊江島に配置され、壊滅的打撃を受けている。
満州に駐屯する関東軍には、1945年7月末時点で特設警備大隊23個・特設警備中隊52個・特設警備工兵隊12個が存在した。このうち羅南師管区部隊の清津守備隊として配置された特設警備第451大隊（長：小芥耕造中尉）・同452大隊（長：山中勇大尉）・第410特設警備工兵隊（長：井上哲也中尉）が他の日本軍部隊とともに、上陸してきたソ連軍と清津の戦いで交戦した。さらに別の特設警備大隊1個も反撃に参加している。樺太では特設警備大隊3個・特設警備中隊8個・特設警備工兵隊3個が実戦参加し、うち恵須取町を守備する特設警備第301中隊が、付近に上陸してきたソ連軍と激戦を展開した。